# Rhaeboctesis trinotatus
Rhaeboctesis trinotatus är en spindelart som beskrevs av Tucker 1920. Rhaeboctesis trinotatus ingår i släktet Rhaeboctesis och familjen månspindlar. Inga underarter finns listade i Catalogue of Life.